# Phintella aequipes
Phintella aequipes là một loài nhện trong họ Salticidae.
Loài này thuộc chi Phintella. Phintella aequipes được Elizabeth Maria Gifford Peckham & George William Peckham miêu tả năm 1903.